# Gorgonia subtilis
Gorgonia subtilis är en korallart som beskrevs av Achille Valenciennes 1855. Gorgonia subtilis ingår i släktet Gorgonia och familjen Gorgoniidae. Inga underarter finns listade i Catalogue of Life.